# 魅蓝
魅族 魅蓝是魅族于2015年1月28日发布的智能手机产品。该系列手机可更换多种颜色背壳。产品搭载为大屏手机优化的Flyme OS 4系统。